# 토토 (토이캅 대원)
토토는 토이캅에 등장하는 날쌘 경찰 로봇이다. 차량 모드의 형태는 미니 (BMW). 성우는 조경아.

## 작중 행적
1화에서 다른 토이캅 대원들하고 출동해 낙서의 범인을 찾는다.
5화에서는 곰돌이 아저씨 때문에 걱정을 한다.
32화에서는 스파이가 되어버려 기억상실증에 걸린다.
51화에서는 좀비가 되어버린다.
52화에서는 좀비의 신세가 풀린다.